# 蓮沼川 (茨城県)
蓮沼川（はすぬまがわ）は、つくば市内を流れて、谷田川に合流する利根川水系の一級河川である。

## 地理
つくば市蓮沼にある湧き水を水源としている。以前は、多量の湧出量があったが、現在の湧出量は僅かである。源流から南東に流れて、つくば市東平塚付近で南に進路を変え、筑波研究学園都市の西側を流れ、つくば市新井でほぼ西に進路を変え、つくば市島名で谷田川に合流する。

## 支流
- 葛城川
- 水堀川

## 橋梁
- 壽加橋
- 西田橋
- 前田橋
- 下田橋
- 堤橋
- 新中橋
- 白鷺橋(茨城県道200号藤沢豊里線)
- 大平橋
- あさひ橋
- 平塚橋(茨城県道24号土浦境線)
- 平塚橋
- 東平塚橋
- 蓮沼橋(国道408号)
- 下平塚橋
- 小橋
- 一本橋
- 名称不明(茨城県道19号取手つくば線)
- 首都圏新都市鉄道つくばエクスプレス
- 名称不明
- 辻橋
- 八千代橋(茨城県道123号土浦坂東線)
- 清水橋
- 新八千代橋(茨城県道19号取手つくば線)
- 岡橋
- 山中橋
- 新井橋(茨城県道19号取手つくば線)
- 上橋
- 柳橋
- 大和田橋
- 講和橋
- 首都圏中央連絡自動車道